# Невдача (фільм, 1921)
Невдача (англ. Hard Luck) — американська короткометражна кінокомедія Едварда Клайна 1921 року з Бастером Кітоном в головній ролі.

## Сюжет
Втративши роботу, Бастер здійснює декілька невдалих спроб самогубства. Нарешті він вирішує «отруїтися» алкоголем…

## У ролях
- Бастер Кітон — самогубець
- Вірджинія Фокс — Вірджинія
- Джо Робертс — Лізард Ліп Лук
- Булл Монтана — чоловік Вірджинії